# Padáň
Padáň (ungarisch Padány) ist eine Gemeinde im Südwesten der Slowakei mit 889 Einwohnern (Stand 31. Dezember 2024). Sie gehört zum Okres Dunajská Streda, einem Teil des Trnavský kraj.

## Geographie

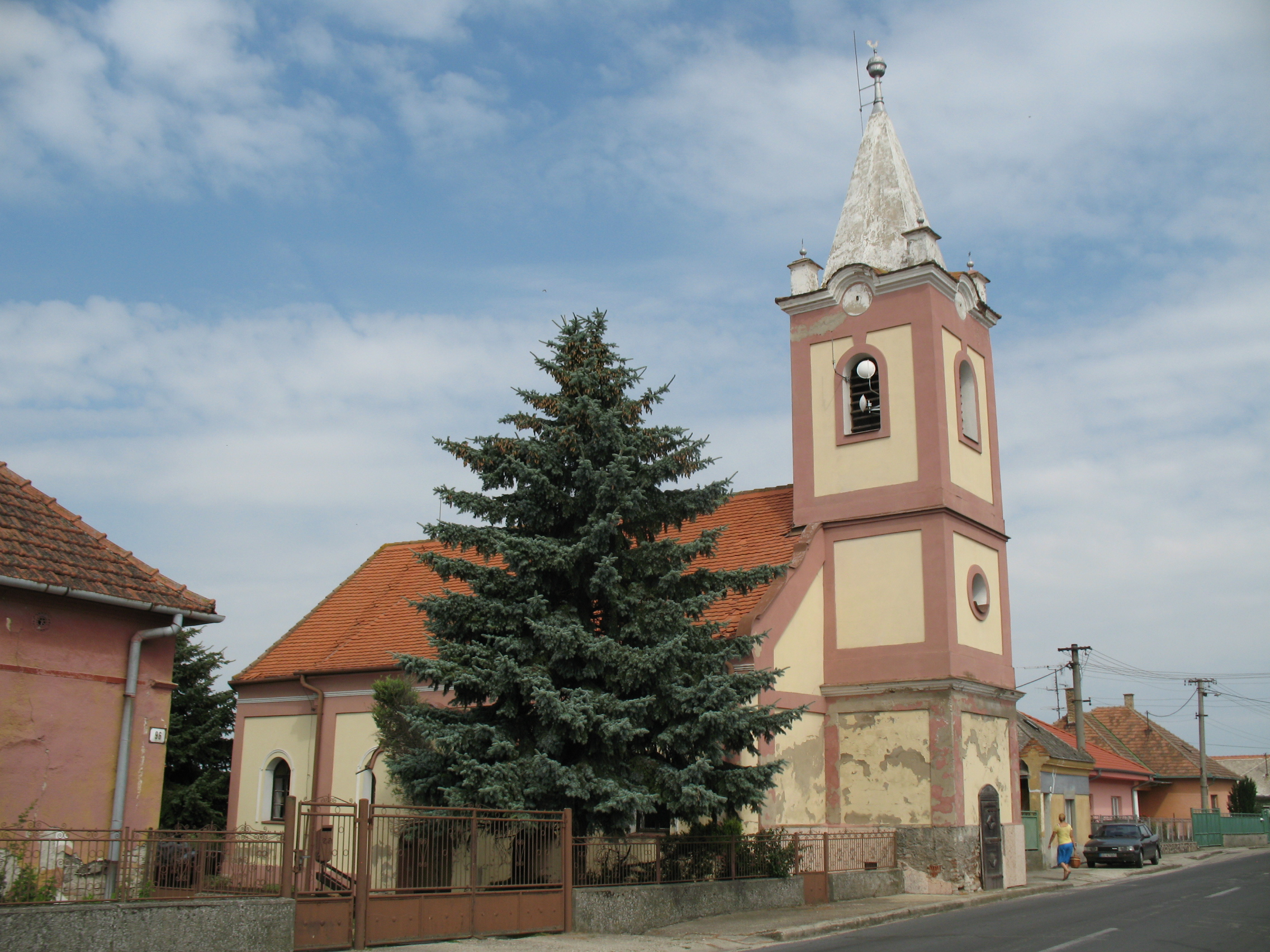
Reformierte Kirche im Ort

Die Gemeinde befindet sich im Mittelteil der Großen Schüttinsel, einem Teil des slowakischen Donautieflands. Das Ortszentrum liegt auf einer Höhe von 113 m n.m. und ist neun Kilometer von Dunajská Streda entfernt.
Nachbargemeinden sind Mad im Norden, Dolný Štál im Osten, Boheľov im Südosten, Veľký Meder und Pataš im Süden und Vrakúň im Westen.

## Geschichte
Der Ort wurde zum ersten Mal 1254/55 als Padan schriftlich erwähnt und gehörte damals zum Herrschaftsgut der Pressburger Burg. Gegen Ende des 13. Jahrhunderts kam das Dorf in Besitz der Familie Padányi. 1828 zählte man 73 Häuser und 527 Einwohner.
Bis 1919 gehörte der im Komitat Pressburg liegende Ort zum Königreich Ungarn und kam danach zur Tschechoslowakei beziehungsweise heute Slowakei. 1938–45 lag er aufgrund des Ersten Wiener Schiedsspruchs noch einmal in Ungarn.

## Bevölkerung
| Jahr                | 1994 | 2004     | 2014    | 2024    |
| ------------------- | ---- | -------- | ------- | ------- |
| Anzahl der Personen | 769  | 895      | 881     | 889     |
| Unterschied         |      | +16,38 % | −1,56 % | +0,90 % |

| Jahr                | 2023 | 2024    |
| ------------------- | ---- | ------- |
| Anzahl der Personen | 876  | 889     |
| Unterschied         |      | +1,48 % |

Nach der Volkszählung 2011 wohnten in Padáň 861 Einwohner, davon 764 Magyaren, 69 Slowaken, zwei Tschechen und ein Ukrainer. 25 Einwohner machten keine Angabe. 403 Einwohner bekannten sich zur reformierten Kirche, 376 Einwohner zur römisch-katholischen Kirche, sieben Einwohner zur griechisch-katholischen Kirche, zwei Einwohner zur evangelisch-methodistischen Kirche sowie jeweils ein Einwohner zu den Zeugen Jehovas, zur evangelischen Kirche A. B., zur kongregationalistischen Kirche sowie zur orthodoxen Kirche; ein Einwohner bekannte sich zu einer anderen Konfession. 35 Einwohner waren konfessionslos und bei 33 Einwohnern wurde die Konfession nicht ermittelt.

## Bauwerke
- reformierte Kirche im klassizistischen Stil aus dem Jahr 1816